# Ліхтард
Ліхтард (нід. Lichtaard) — село в нідерландській провінції Фрисландія. Входить до муніципалітету Північно-Східна Фрисландія.
Його площа становить 2,30км², а населення станом на 2021 рік складало 90 осіб.
Перша згадка про населений пункт датується 944 роком.

## Галерея

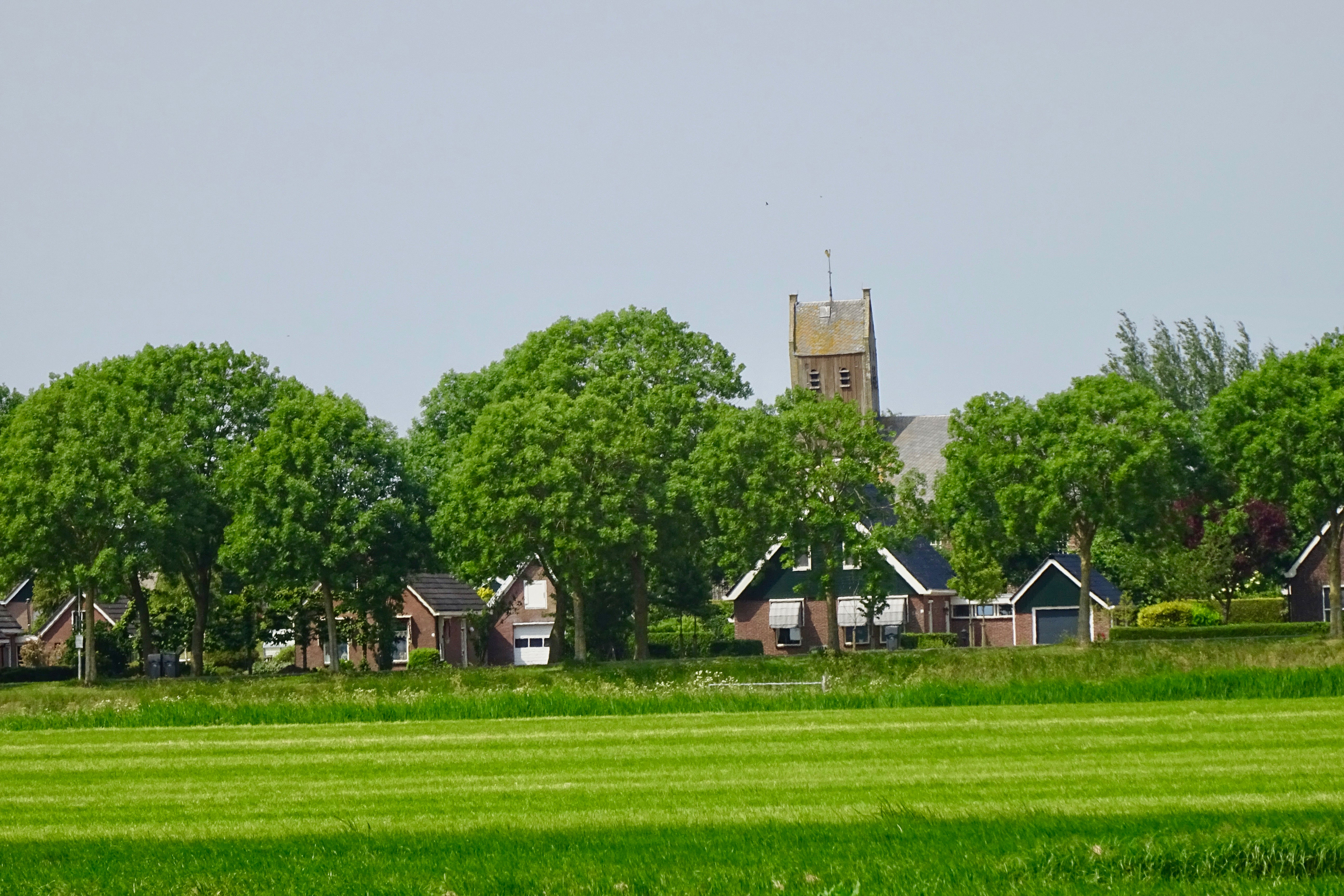
Панорама села
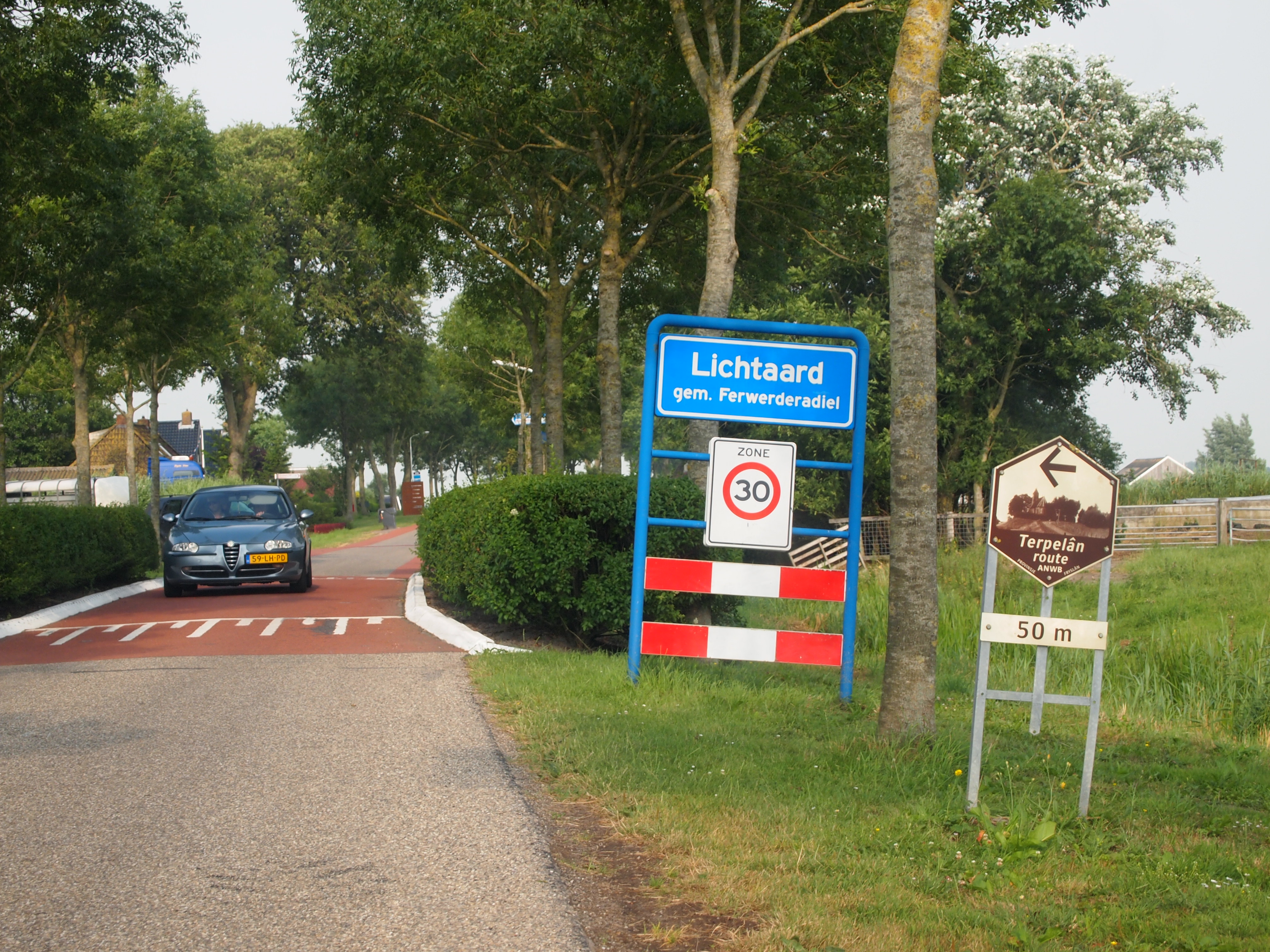
В'їзд до Ліхтарда